# Înot sincron la Jocurile Olimpice de vară din 2016 - perechi feminin
Proba de perechi feminin de la Jocurile Olimpice de vară din 2016 de la Rio de Janeiro a avut loc în perioada 14-16 august, la Centrul Acvatic „Maria Lenk”.
Faza preliminară a constat într-un program tehnic și unul liber ales. Punctajele celor două programe s-au adunat și primele 12 perechi s-au calificat în finală. Finala a constat într-un program liber ales. Punctajul din programul liber ales din finală s-a adăugat la punctajul programului tehnic din faza preliminară.

## Rezultate

### Calificări
| Loc | Țară                       | Sportive                                                   | Tehnic  | Liber ales | Total    |
| --- | -------------------------- | ---------------------------------------------------------- | ------- | ---------- | -------- |
| 1   | Rusia                      | Natalia Ișcenko & Svetlana Romașina                        | 96.4577 | 98.0667    | 194.5244 |
| 2   | China                      | Huang Xuechen & Sun Wenyan                                 | 95.3688 | 96.0667    | 191.4355 |
| 3   | Japonia                    | Yukiko Inui & Risako Mitsui                                | 93.1214 | 94.4000    | 187.5214 |
| 4   | Ucraina                    | Lolita Ananasova & Anna Voloșina                           | 93.1358 | 93.5333    | 186.6691 |
| 5   | Spania                     | Ona Carbonell & Gemma Mengual                              | 92.5024 | 93.7667    | 186.2691 |
| 6   | Italia                     | Linda Cerruti & Costanza Ferro                             | 90.4412 | 91.1333    | 181.5745 |
| 7   | Canada                     | Jacqueline Simoneau & Karine Thomas                        | 89.2916 | 90.0667    | 179.3583 |
| 8   | Franța                     | Margaux Chrétien & Laura Augé                              | 86.2824 | 86.8667    | 173.1491 |
| 9   | Statele Unite ale Americii | Anita Alvarez & Maria Koroleva                             | 86.4612 | 86.4333    | 172.8945 |
| 10  | Grecia                     | Evangelia Papazoglou & Evangelia Platanioti                | 85.3550 | 86.1000    | 171.4550 |
| 11  | Mexic                      | Karem Achach & Nuria Diosdado                              | 84.9268 | 85.7333    | 170.6601 |
| 12  | Austria                    | Anna-Maria Alexandri & Eirini-Marina Alexandri             | 85.0637 | 85.2667    | 170.3304 |
| 13  | Brazilia                   | Luisa Borges & Maria Eduarda Miccuci                       | 83.3008 | 84.0333    | 167.3341 |
| 14  | Elveția                    | Giger Sophie & Kraus Sascia                                | 83.3366 | 83.5667    | 166.9033 |
| 15  | Kazahstan                  | Alexandra Nemich & Ekaterina Nemich                        | 81.4686 | 81.4000    | 162.8686 |
| 16  | Columbia                   | Estefania Alvarez Piedrahita & Monica Sarai Arango Estrada | 80.3363 | 80.4667    | 160.8030 |
| 17  | Marea Britanie             | Katie Clark & Olivia Federici                              | 80.7650 | 79.9667    | 160.7317 |
| 18  | Cehia                      | Alžběta Dufková & Soňa Bernardová                          | 80.0640 | 80.5333    | 160.5973 |
| 19  | Argentina                  | Etel Sánchez & Sofia Sánchez                               | 79.4829 | 79.8333    | 159.3162 |
| 20  | Israel                     | Anastasia Gloushkov Leventhal & Levegeniia Tetelbaum       | 79.4488 | 78.9000    | 158.3488 |
| 21  | Belarus                    | Irina Limanouskaya & Veronika Esipovici                    | 78.9913 | 79.000     | 157.9913 |
| 22  | Slovacia                   | Nada Daabousová & Jana Labáthová                           | 78.3607 | 77.7000    | 156.0607 |
| 23  | Egipt                      | Samia Ahmed & Dara Hassanien                               | 76.5306 | 77.6000    | 154.1306 |
| 24  | Australia                  | Nikita Pablo & Rose Stackpole                              | 73.6360 | 74.7667    | 148.4027 |

### Finala
| Loc | Țară                       | Sportive                                       | Tehnic  | Liber ales | Total    |
| --- | -------------------------- | ---------------------------------------------- | ------- | ---------- | -------- |
| 1   | Rusia                      | Natalia Ișcenko & Svetlana Romașina            | 96.4577 | 98.5333    | 194.9910 |
| 2   | China                      | Huang Xuechen & Sun Wenyan                     | 95.3688 | 97.000     | 192.3688 |
| 3   | Japonia                    | Yukiko Inui & Risako Mitsui                    | 93.1214 | 94.9333    | 188.0547 |
| 4   | Spania                     | Ona Carbonell & Gemma Mengual                  | 92.5024 | 94.1333    | 187.6357 |
| 5   | Ucraina                    | Lolita Ananasova & Anna Voloșina               | 93.1358 | 94.000     | 187.1358 |
| 6   | Italia                     | Linda Cerruti & Costanza Ferro                 | 90.4412 | 92.3667    | 182.8079 |
| 7   | Canada                     | Jacqueline Simoneau & Karine Thomas            | 89.2916 | 90.6000    | 179.8916 |
| 8   | Franța                     | Margaux Chrétien & Laura Augé                  | 86.2824 | 87.9667    | 174.2491 |
| 9   | Statele Unite ale Americii | Anita Alvarez & Maria Koroleva                 | 86.4612 | 87.5333    | 173.9945 |
| 10  | Grecia                     | Evangelia Papazoglou & Evangelia Platanioti    | 85.3550 | 86.5000    | 171.8550 |
| 11  | Mexic                      | Karem Achach & Nuria Diosdado                  | 84.9268 | 86.0667    | 170.9935 |
| 12  | Austria                    | Anna-Maria Alexandri & Eirini-Marina Alexandri | 85.0637 | 85.5333    | 170.5970 |